# Umberto Guidoni
Umberto Guidoni (* 18. August 1954 in Rom, Italien) ist ein italienischer Physiker, ehemaliger Astronaut und Abgeordneter des Europäischen Parlaments. Nach einer Karriere als Wissenschaftler flog er auf zwei Raumflügen an Bord des Space Shuttle in den Weltraum. Nach seiner Laufbahn als Astronaut war er in der Legislaturperiode 2004–2009 für die Partei der italienischen Kommunisten Mitglied im Europäischen Parlament.

## Jugend und Ausbildung
Guidoni wurde 1954 in der italienischen Hauptstadt Rom geboren, wo er auch seine ganze Kindheit verbrachte. Nach seinem Abitur 1973 schrieb er sich an der Universität La Sapienza in Rom ein und studierte zunächst Physik und später Astrophysik. 1978 wurde ihm der Doktorgrad (mit Auszeichnung) im Fach Astrophysik verliehen. Anschließend bekam er ein Stipendium vom staatlichen Nationalen Komitee für Kernenergie und arbeitete auf dem Gebiet der thermonuklearen Fusion.
Guidoni ist verheiratet und hat einen Sohn.

## Arbeit als Wissenschaftler
1982 nahm er eine Stelle als Wissenschaftler im Nationalen Komitee für Erneuerbare Energien ENEA (Ente Nazionale Energie Alternative) an. Im Ausschuss für Sonnenenergie arbeitete er ab 1983 an Methoden zur Charakterisierung von Solarkollektoren.
1984 wechselte er zum Institut für Weltraumphysik IFSI (Istituto di Fisica dello Spazio Interplanetario) des Nationalen Forschungsrates CNR (Consiglio Nazionale delle Ricerche), wo er das Experiment RETE (Research on Electrodynamic Tether Effects) für den späteren Fesselsatelliten TSS (Tethered Satellite System) entwickelte.
Ab 1985 erarbeitete Guidoni die Datenverarbeitungsanlage für RETE und half, am IFSI eine Plasmakammer einzurichten. In ihr war es möglich, die elektrodynamischen Phänomene eines angebundenen Satelliten simulieren. Drei Jahre später ernannte man ihn zum Projektwissenschaftler für RETE, wo er für die Integration des Experiments in den TSS verantwortlich zeichnete.

## Astronautentätigkeit

### Ausbildung als Nutzlastspezialist
Guidoni hatte sich gemeldet, als die italienische Weltraumbehörde ASI neue Kandidaten als Nutzlastexperten für einen Shuttle-Flug mit dem TSS suchte (bereits im Herbst 1984 war die erste italienische TSS-Gruppe vorgestellt worden). Die Auswahl begann im Februar 1989. Gegen Ende des Jahres waren vier Anwärter verblieben: C. Batalli-Cosmovici, U. Guidoni, F. Malerba und F. Rossitto. Rossitto nahm noch 1989 seinen Abschied vom Team, um eine Stelle am Europäischen Astronautenzentrum der ESA in Köln anzutreten. Die anderen drei begannen im Januar 1990 mit ihrem Training am Johnson Space Center in Houston (Texas).
Ende September 1991 nominierte die NASA Franco Malerba als Nutzlastspezialisten für den ersten TSS-Flug auf STS-46 und Guidoni zu seinem Ersatzmann. Während dieser Mission sollten in der Umlaufbahn Experimente mit dem Fesselsatelliten TSS-1 durchgeführt werden, jedoch verklemmte sich das Seil, das den Satelliten mit der Raumfähre verband, so dass die gewünschte Entfernung nicht erreicht wurde. Der Satellit konnte jedoch wieder eingeholt werden. Guidoni war während dieser Mission einer der experimentbegleitenden Experten in der Bodenstation.

### FlugSTS-75

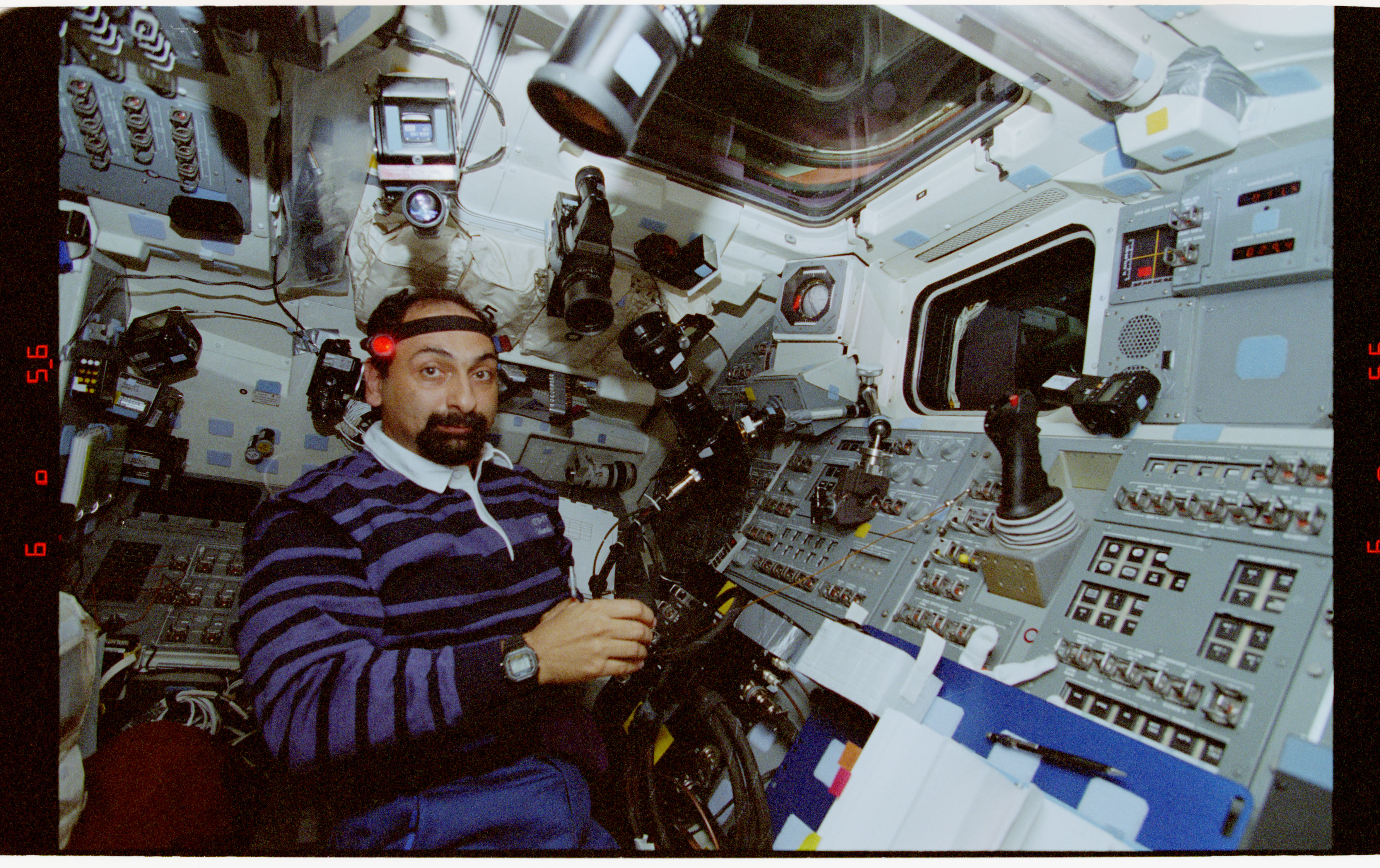
Guidoni 1996 an Bord des Space Shuttle während der Vorbereitung des Experiments TSS, eines sogenannten Fesselsatteliten. Der Flug trug die Bezeichnung STS-075.

Knapp vier Jahre später wurde das Experiment wiederholt. Dieses Mal kam Umberto Guidoni zum Einsatz und startete am 22. Februar 1996 an Bord der Raumfähre Columbia zur 16-tägigen Mission STS-75. Obwohl dieses Mal das Seil kurz vor Erreichen der geplanten Länge von 20 Kilometern riss, konnten wertvolle Daten gewonnen werden.

### FlugSTS-100

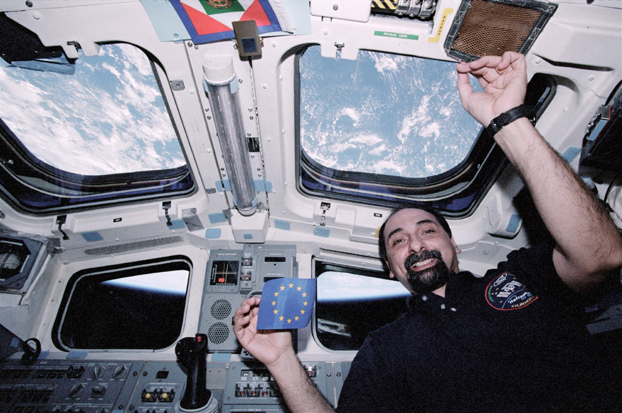
Guidoni an Bord des Space Shuttle Endeavour während des Flugs STS-100 in der Erdoberfläche.

Von 1996 bis 1998 wurde Guidoni zusammen mit der 16. Astronautengruppe der NASA zum Missionsspezialisten ausgebildet. Im August 1998 trat er dem neugeschaffenen Astronautenkorps der Europäischen Raumfahrtorganisation (ESA) zugeordnet.
Zu seinem zweiten Raumflug startete Guidoni am 19. April 2001 mit der Raumfähre Endeavour zur Mission STS-100. Dieser Flug führte zur Internationalen Raumstation (ISS) und verwendete zum ersten Mal das italienische Logistikmodul Raffaello. Guidoni war der erste westeuropäische Besucher auf der ISS.

## Abgeordneter des Europäischen Parlaments

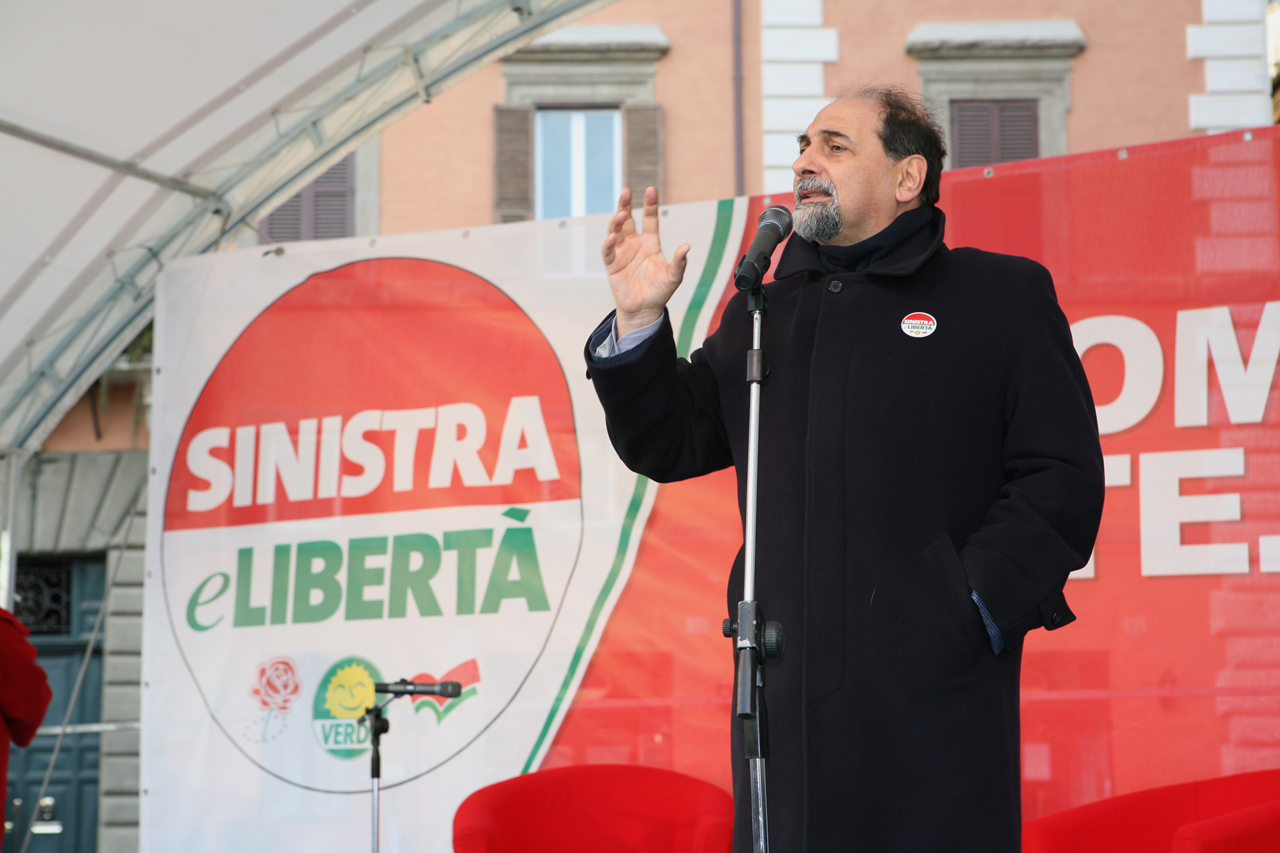
Umberto Guidoni auf einer Veranstaltung von Sinistra e Libertà

Seine Karriere als Raumfahrer beendete Guidoni zugunsten einer politischen Laufbahn. Er gab an, dass ihn die Partei der italienischen Kommunisten ihn gefragt habe, ob er die Partei im Europäischen Parlament vertreten möchte. Er bezeichnet sich selbst allerdings nicht als „richtigen Kommunisten“. Im Juni 2004 wurde Guidoni insEuropäische Parlament gewählt, dem er vom 20. Juli 2004 bis zum 13. Juli 2009 als Abgeordneter angehörte. Er gehörte dort der Fraktion GUE/NGL an und war Mitglied im Ausschuss für Industrie, Forschung und Energie, im Haushaltskontrollausschuss, sowie der Delegation für die Beziehungen zu den Vereinigten Staaten. Außerdem gehörte er dem Ausschuss für Umweltfragen, Volksgesundheit und Lebensmittelsicherheit und der Delegation für die Beziehungen zu Japan als Stellvertreter an.
In Redebeiträgen setzte sich Guidoni im Parlament unter anderem für den Ausbau der Erneuerbaren Energien auf europäischem Niveau ein, sprach sich gegen eine Diskriminierung von Roma und Rumänen in durch die italienische Regierung im Kontext von antiziganistischen Ausschreitungen im Jahr 2008 aus und stellte parlamentarische Anfragen zu unter anderem umweltpolitischen, sozialen und Bürgerrechtsthemen.
Er legte seine Mitgliedschaft in der Partei nieder, nachdem er 2009 aus dem Europaparlament ausschied.

## Eponyme
2001 wurde der Asteroid (10605) Guidoni nach ihm benannt.

## Belege
- Kurzbiografie von Umberto Guidoni bei spacefacts.de
- Biografie von Umberto Guidoni in der Encyclopedia Astronautica (englisch)
- NASA-Biografie von Umberto Guidoni (Memento vom 6. Dezember 2016 im Internet Archive) (englisch)